# Куп Југославије у фудбалу 1985/86.
Куп Југославије у фудбалу у сезони 1985/86. је тридесетосмо такмичење за Пехар Маршала Тита.
У завршницу такмичења су се квалификовала 32 клуба из СФРЈ.
Победник Купа је постао Вележ из Мостара, по други пут у историји (први трофеј освојен у сезони 1980/81.).
Ова сезона у југословенском фудбалу ће остати упамћена по сумњивим резултатима у последњем колу првенства (Случај Шајбер).

## Шеснаестина финала
| Утак. | Клуб, Место           | Резултат      | Клуб, Место        |
| ----- | --------------------- | ------------- | ------------------ |
| 1.    | Борац Травник         | 1-4           | Хајдук Сплит       |
| 2.    | БСК Славонски Брод    | 3-0           | Слобода Тузла      |
| 3.    | Црвена звезда Београд | 2-0           | ОФК Кикинда        |
| 4.    | Динамо Загреб         | 2-1           | Искра Бугојно      |
| 5.    | НК Шибеник            | 3-1           | Војводина Нови Сад |
| 6.    | НК Марибор            | 1-0           | ФК Приштина        |
| 7.    | НК Осијек             | 5-0           | АИК Бачка Топола   |
| 8.    | НК Ријека             | 4-1           | Беласица Струмица  |
| 9.    | ОФК Београд           | 3-0           | Динамо Винковци    |
| 10.   | 14. октобар Крушевац  | 2-1           | Сутјеска Никшић    |
| 11.   | Рад Београд           | 1-0           | ФК Сарајево        |
| 12.   | Лирија Призрен        | 1-2           | Вардар Скопље      |
| 13.   | Ловћен Цетиње         | 0-4           | Партизан Београд   |
| 14.   | НК Самобор            | 0-1           | Будућност Титоград |
| 15.   | ФК Жељезничар Добој   | 1-5           | Вележ Мостар       |
| 16.   | Жељезничар Сарајево   | 2-2 (7-8 пен) | Раднички Ниш       |

## Осмина финала
| Утак. | Клуб      | Резултат      | Клуб          |
| ----- | --------- | ------------- | ------------- |
| 1.    | БСК       | 1-1 (4-5 пен) | Динамо Загреб |
| 2.    | Вардар    | 0-2           | Црвена звезда |
| 3.    | Хајдук    | 0-0 (3-4 пен) | ОФК Београд   |
| 4.    | НК Осијек | 1-0           | НК Марибор    |
| 5.    | Партизан  | 1-0           | 14. октобар   |
| 6.    | Раднички  | 1-0           | НК Шибеник    |
| 7.    | Вележ     | 2-0           | Рад           |
| 8.    | Будућност | 1-0           | НК Ријека     |

## Четвртфинале
| Утак. | Клуб          | Резултат      | Клуб          |
| ----- | ------------- | ------------- | ------------- |
| 1.    | Партизан      | 1-1 (3-5 пен) | Вележ         |
| 2.    | Црвена звезда | 3-1           | НК Осијек     |
| 3.    | ОФК Београд   | 4-1           | Будућност     |
| 4.    | Раднички      | 2-2 (5-6 пен) | Динамо Загреб |

## Полуфинале
| Утак. | Клуб          | Резултат | Клуб          |
| ----- | ------------- | -------- | ------------- |
| 1.    | Вележ         | 3-0      | ОФК Београд   |
| 2.    | Динамо Загреб | 4-0      | Црвена звезда |

## Финале
| Клуб                                      | Резултат | Клуб |
| ----------------------------------------- | --- | --- |
| Вележ                                     | 3 - 1 | Динамо Загреб |
| Датум                                     | 14. мај, 1986. | 14. мај, 1986. |
| Стадион                                   | Стадион ЈНА, Београд | Стадион ЈНА, Београд |
| Гледалаца                                 | 40.000 | 40.000 |
| Судија                                    | Душан Чолић, Београд | Душан Чолић, Београд |
| Вележ (тренер: Душан Бајевић)             | Вукашин Петрановић, Исмет Шишић, Горан Јурић, Ненад Биједић, Владимир Матијевић, Драженко Прскало, Сеад Кајтаз, Владимир Скочајић, Предраг Јурић, Анел Карабег (74' Владимир Гудељ), Семир Туце         | Вукашин Петрановић, Исмет Шишић, Горан Јурић, Ненад Биједић, Владимир Матијевић, Драженко Прскало, Сеад Кајтаз, Владимир Скочајић, Предраг Јурић, Анел Карабег (74' Владимир Гудељ), Семир Туце         |
| Динамо Загреб (тренер: Мирослав Блажевић) | Ранко Стојић, Миливој Брачун (70' Дражен Бесек), Звијездан Цветковић, Сречко Катанец, Мирко Лулић, Мустафа Арслановић, Жељко Цупан, Снјежан Церин, Борислав Цветковић, Марко Млинарић, Младен Муњаковић | Ранко Стојић, Миливој Брачун (70' Дражен Бесек), Звијездан Цветковић, Сречко Катанец, Мирко Лулић, Мустафа Арслановић, Жељко Цупан, Снјежан Церин, Борислав Цветковић, Марко Млинарић, Младен Муњаковић |
| Стрелци                                   | 1-0 Биједић 6'(пен), 2-0 Биједић 51', 2-1 Млинарић 58', 3-1 П. Јурић 87' | 1-0 Биједић 6'(пен), 2-0 Биједић 51', 2-1 Млинарић 58', 3-1 П. Јурић 87' |